# Этнографический музей (Загреб)
Загребский этнографический музей (хорв. Etnografski muzej u Zagrebu) — музей хорватской этнографии в Загребе. Основан в 1919. Содержит большую коллекцию произведений декоративно-прикладного искусства и предметов быта хорватов.

## Общая информация
Этнографический музей Загреба находится в историческом здании-памятнике архитектуры в стиле модерн и расположен по адресу: пл. Мажуранича / Trg Mažuranića, д. 14, г. Загреб-10000 (Хорватия).
Здание музея — это бывший городской Дом ремёсел.
Режим работы музейного учреждения:
- по вторникам, средам и четвергам — с 10.00 до 17.00;
- по пятницам, субботам и воскресеньям — с 10.00 до 13.00;
- по понедельникам закрыт.

Директор музея — проф. Дамодар Фрлан (prof. Damodar Frlan).

## Из истории и экспозиции
Музей этнографии в Загребе был основан в 1919 году по инициативе Саламона Бергера (Salamon Berger), торговца текстилем и промышленника родом из Словакии. Он же одним из первых предоставил заведению очень большое собрание национальных костюмов и тканей.
В настоящее время коллекции Загребского этнографического музея насчитывают около 80 000 предметов хранения. В музейных фондах в основном этнографическое наследие хорватского народа, представленное в двух основных темах — хорватские народные костюмы и отдельные предметы народного искусства и ремесел, а также основных отраслей народного хозяйства и промыслов.

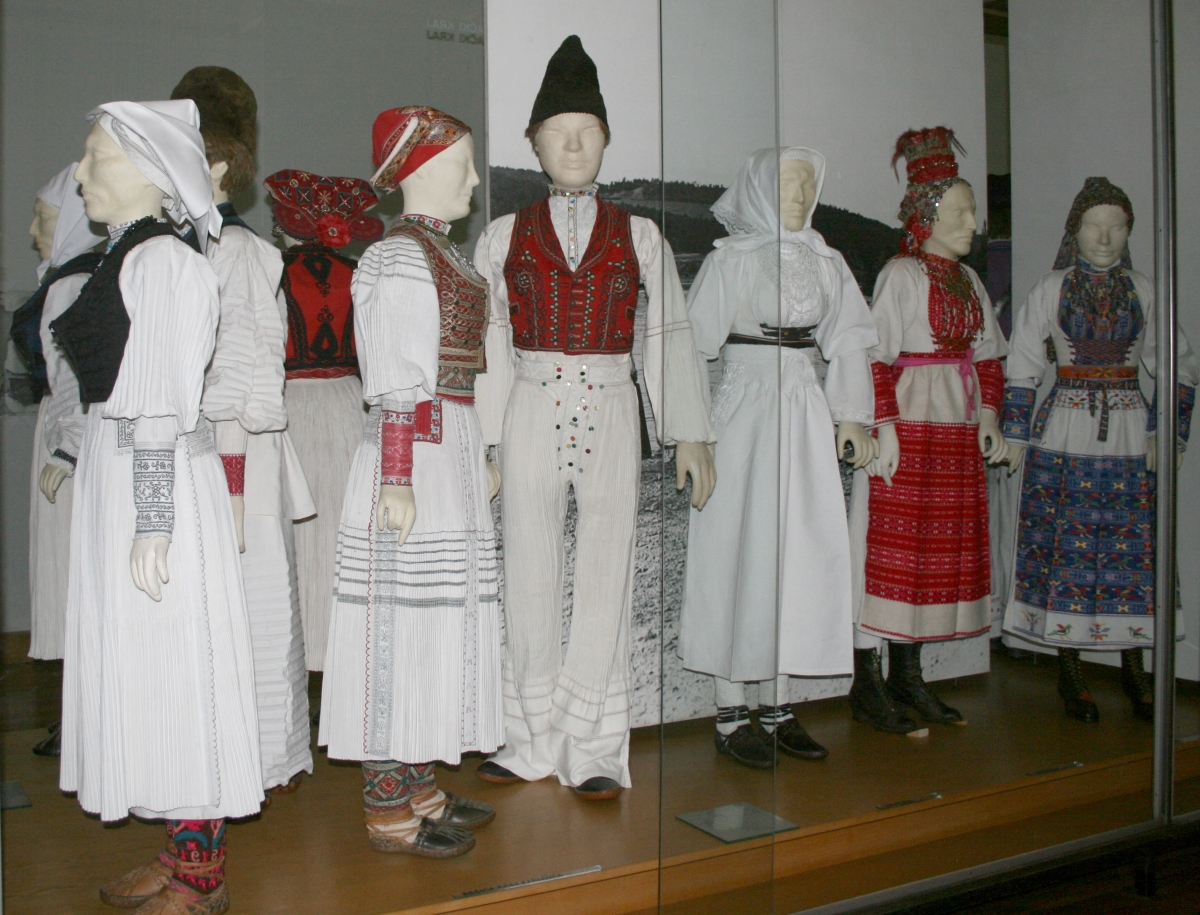
Образцы народной одежды в музее

Коллекции Этнографического музея в Загребе:
- отдел неевропейских культур;
- коллекция народных костюмов из Динарского региона;
- коллекция народных костюмов Адриатики;
- коллекция народных костюмов региона Паннония;
- коллекция традиционных ювелирных изделий;
- коллекция тканей;
- коллекция народных музыкальных инструментов;
- коллекция гончарных и плетёных изделий;
- собрание малых украшенных предметов из дерева;
- коллекция предметов домашнего обихода;
- собрание традиционных предметов хозяйственного назначения;
- коллекция предметов, связанных с обычаями и верованиями.